# Perca fluviatilis
A Perca fluviatilis é um peixe da família Percidae. Ocorre em rios da Europa e da Ásia. Espécie muito popular, foi introduzida na África do Sul, na Nova Zelândia e na Austrália.

## Referências

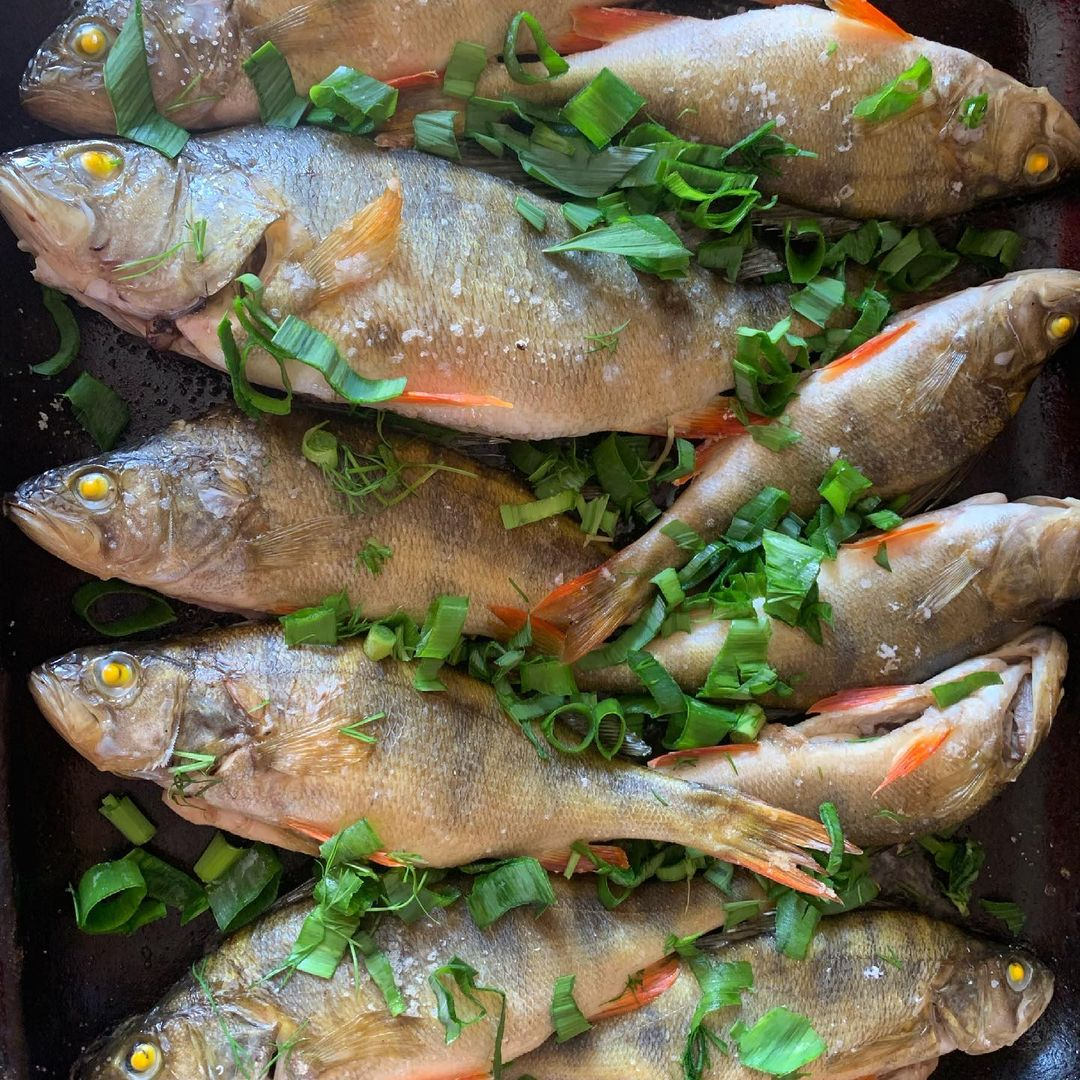
Prato de poleiro